# Stepanenkî, Hadeaci
Stepanenkî (în ucraineană Степаненки) este un sat în comuna Bilencenkivka din raionul Hadeaci, regiunea Poltava, Ucraina.

## Demografie
Componența lingvistică a localității Stepanenkî
     Ucraineană (98,83%)
     Rusă (1,17%)
Conform recensământului din 2001, majoritatea populației localității Stepanenkî era vorbitoare de ucraineană (98,83%), existând în minoritate și vorbitori de rusă (1,17%).